# Cecil Spring Rice
Sir Cecil Arthur Spring Rice, GCMG, GCVO, PC (St. George Hanover Square, Londres, 27 de febrero de 1859 –Ottawa, 14 de febrero de 1918) fue un diplomático británico quien trabajó como embajador británico para Estados Unidos desde 1912 a 1918, por lo que fue responsable de la organización de los esfuerzos británicos para finalizar la neutralidad estadounidense durante la Primera Guerra Mundial.

## Biografía
Miembro de una familia acaudalada, de la "ascendency anglo-irlandesa", su padre había sido embajador y su abuelo, Thomas Spring Rice, destacado miembro del partido Whig, fue Chancellor of the Exchequer. Se formó en Oxford, en Eton y Baillol College. Fue un gran amigo del presidente Theodore Roosevelt y fue nombrado padrino de bodas de su segundo matrimonio.

### Carrera diplomática
Spring Rice comenzó su carrera como empleado en la oficina de extranjería en 1882. En 1886, fue nombrado asistente privado de secretaría para el secretario de extranjería Lord Rosebery. Spring fue conocido por apoyar al Partido Liberal y tuvo simpatía con un movimiento irlandés, por lo que tuvo que dejar el cargo cuando el partido de los Conservadores llegó al poder. Subsecuentemente, Spring hizo un cambio inusual al pasarse al servicio diplomático, en el cual permaneció por el resto de su vida. Comenzó su carrera diplomática trabajando para en Washington D. C. en 1887.
En 1892 fue trasladado a Japón, donde realizó un tour por Corea al final de ese mismo año. En 1893 deja Japón y se traslada a Washington nuevamente hasta octubre de 1895 cuando es trasladado a la embajada británica en Berlín. Ahí se enamora de su futura esposa Florence Lascelles, hija del embajador.
Embajador en EE. UU.

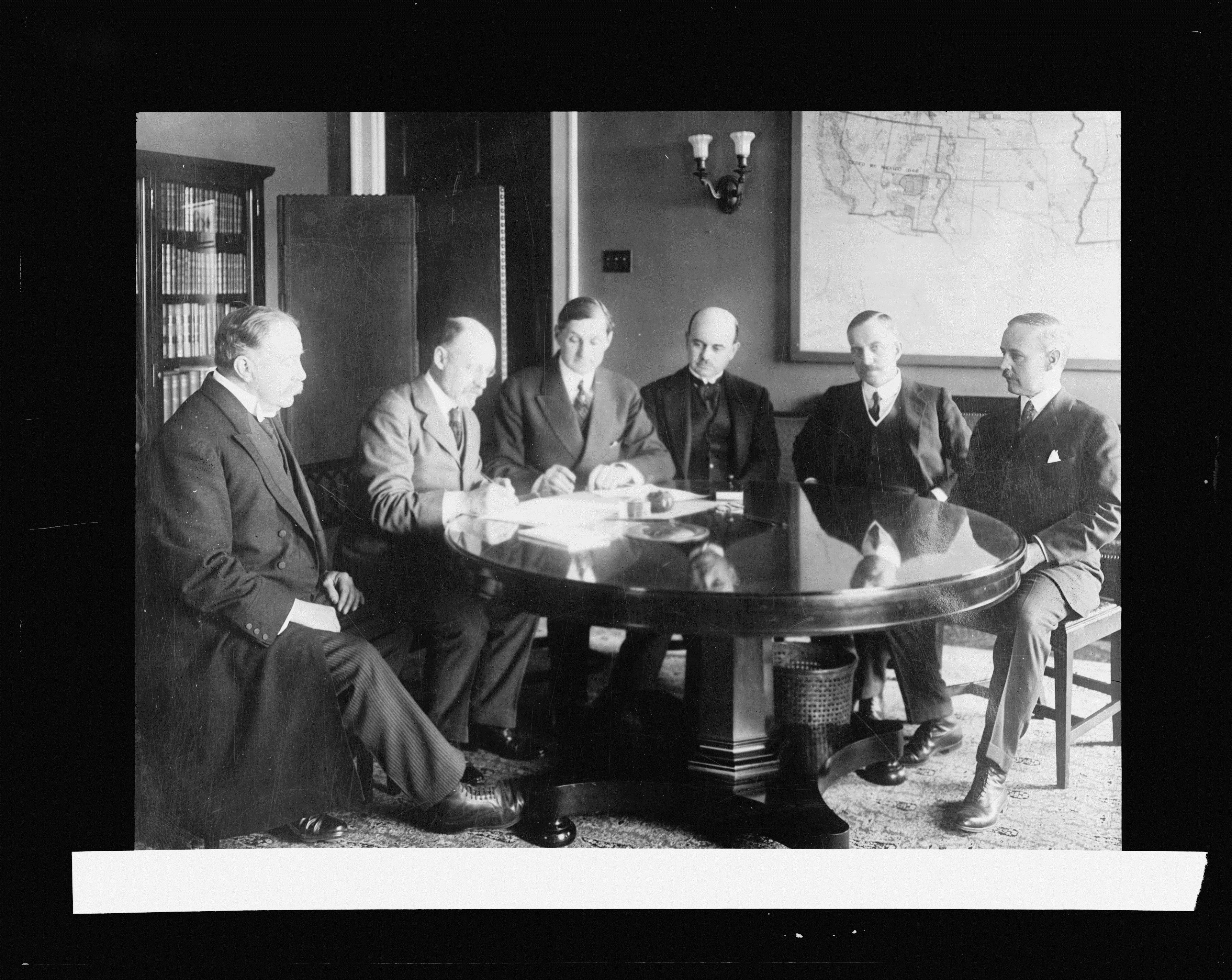
Cecil Spring Rice y otros diplomáticos firmando el préstamo de guerra británico en 1917

Spring quiso por mucho tiempo ser embajador de en los Estados Unidos. En su biografía, se hace referencia a que su principal objetivo era: "mejorar las relaciones entre las dos grandes naciones angloparlantes". Durante su carrera diplomática, Spring tenía acceso e influencia en Washington y su trabajo con Roosevelt en 1905, hicieron que se le otorgara el puesto de embajador ante Estados Unidos. Luego de dos años de Spring como embajador en Washington, la Primera Guerra Mundial estalló en Europa. Estados Unidos era potencialmente el principal proveedor de armas y comida para el Reino Unido. La opinión estadounidense en ese momento abogaba por una neutralidad en la guerra, por lo que Spring tuvo que lidiar con una política anti intervencionista.
Participó en las negociaciones para la compra de bonos de guerra y en evitar la influencia política de Alemania en Estados Unidos.
En enero de 1918 en un desacuerdo con el jefe de la misión de guerra británica con Estados Unidos, fue suspendido de su cargo. De ahí viajó a Canadá donde esperaba seguir rumbo a Reino Unido. En Canadá, fue recibido por el primo de su esposa, el Duque de Devonshire, quien en ese momento, trabajaba como Gobernador General de Canadá. A los 58 años y teniendo aparentemente un buen estado de salud, Spring falleció en Rideau Hall, Ottawa, sólo tres semanas después de haber dejado el cargo. Aparentemente, se debió a complicaciones con la enfermedad de Grave que aumentó por el estrés y su molestia por haber sido despedido como gobernador.

### Literatura
Spring era también poeta durante toda su vida adulta. En 1918, escribió Urbs Dei (The City of God) or The Two Fatherlands, el cual se convirtió en el texto para el himno I Vow to Thee, My Country.